# Waymo

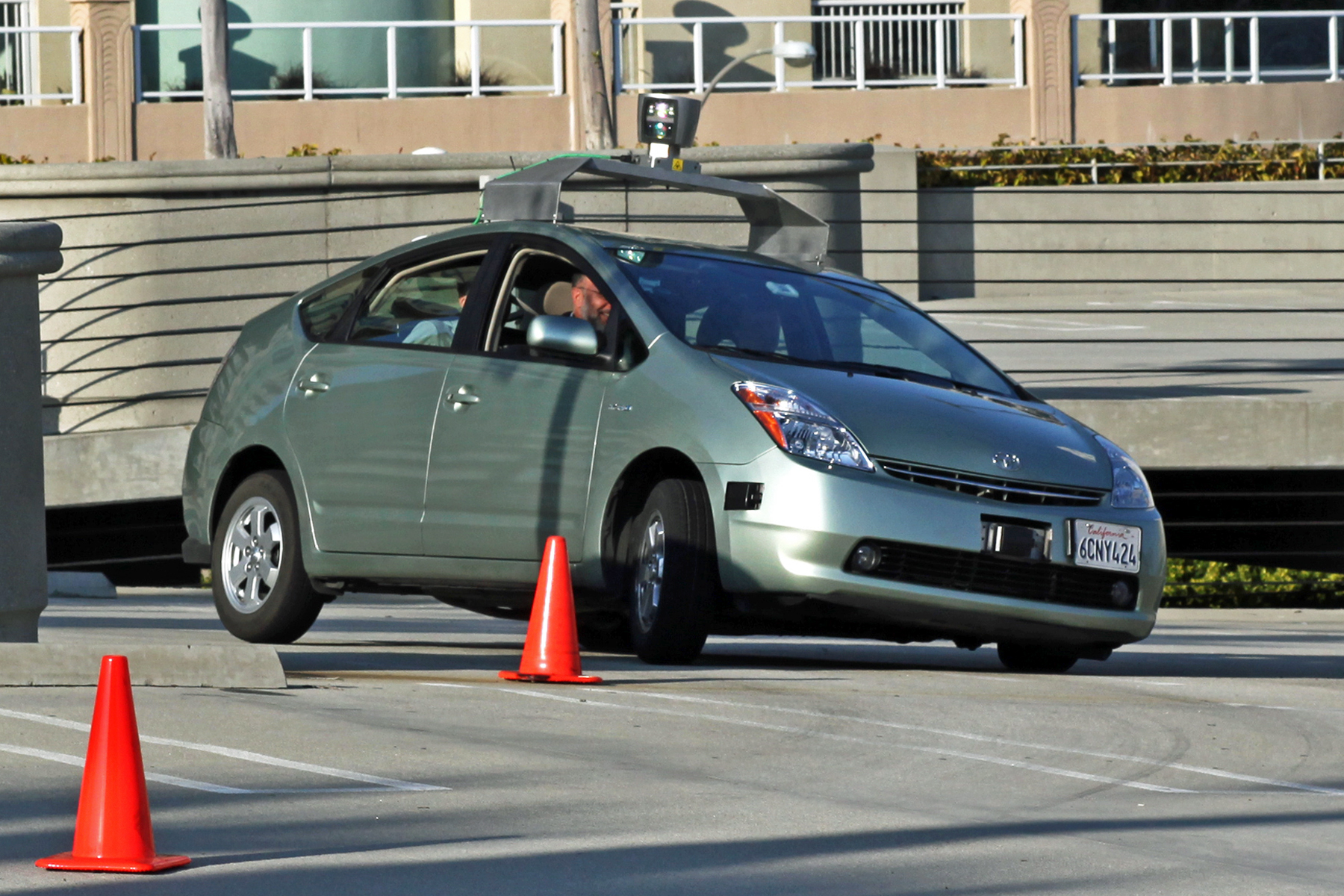
Toyota Prius

Waymo je americká technologická firma patřící do holdingu Alphabet Inc., která vyvíjí a provozuje autonomní vozidla. 
Projekt spoluzaložil inženýr firmy Google Sebastian Thrun, ředitel Stanford Artificial Intelligence Laboratory a vynálezce Google Street View. Thrunův tým ve Stanfordu vytvořil autonomní vozidlo Stanley, které vyhrálo v roce 2005 DARPA Grand Challenge a získal 2 miliony dolarů od ministerstva obrany Spojených států. Tým se skládal z 15 inženýrů, kteří pracují pro Google, včetně Chrise Urmsona, Mika Montemerloha a Anthonyho Levandowského, kteří pracovali na projektu DARPA Grand.
Americký stát Nevada schválil 29. června 2011 zákon pro povolení provozu automobilů bez řidiče. Google tento zákon inicioval. Zákon nabyl účinnosti 1. března 2012 a Nevadské oddělení motorových vozidel vydalo první licenci pro samořídící auto v květnu 2012. Licence byla vydána pro Toyotu Prius s modifikovanou experimentální bezpilotní technologií od Google. V dubnu 2012 se Florida stala druhým státem, který umožnil testování vozidel bez řidiče na veřejných komunikacích. Jako třetí se v září 2012 přidala Kalifornie, která legalizovala používání samostatně poháněných automobilů pro účely testování. 
Do roku 2020 vozidla najela přes 20 mil. mil v testovacím režimu, kdy na každé auto vzdáleně dohlížel jeden operátor. V roce 2020 spustil v Phoenixu komerční taxislužbu Waymo One s plně autonomními vozy, v roce 2022 pak i v San Franciscu. V obou z městech vozidla najela v komerčním režimu přes 1 mil. mil, když řídí bezpečněji než lidmi řízené automobily.

## Testování

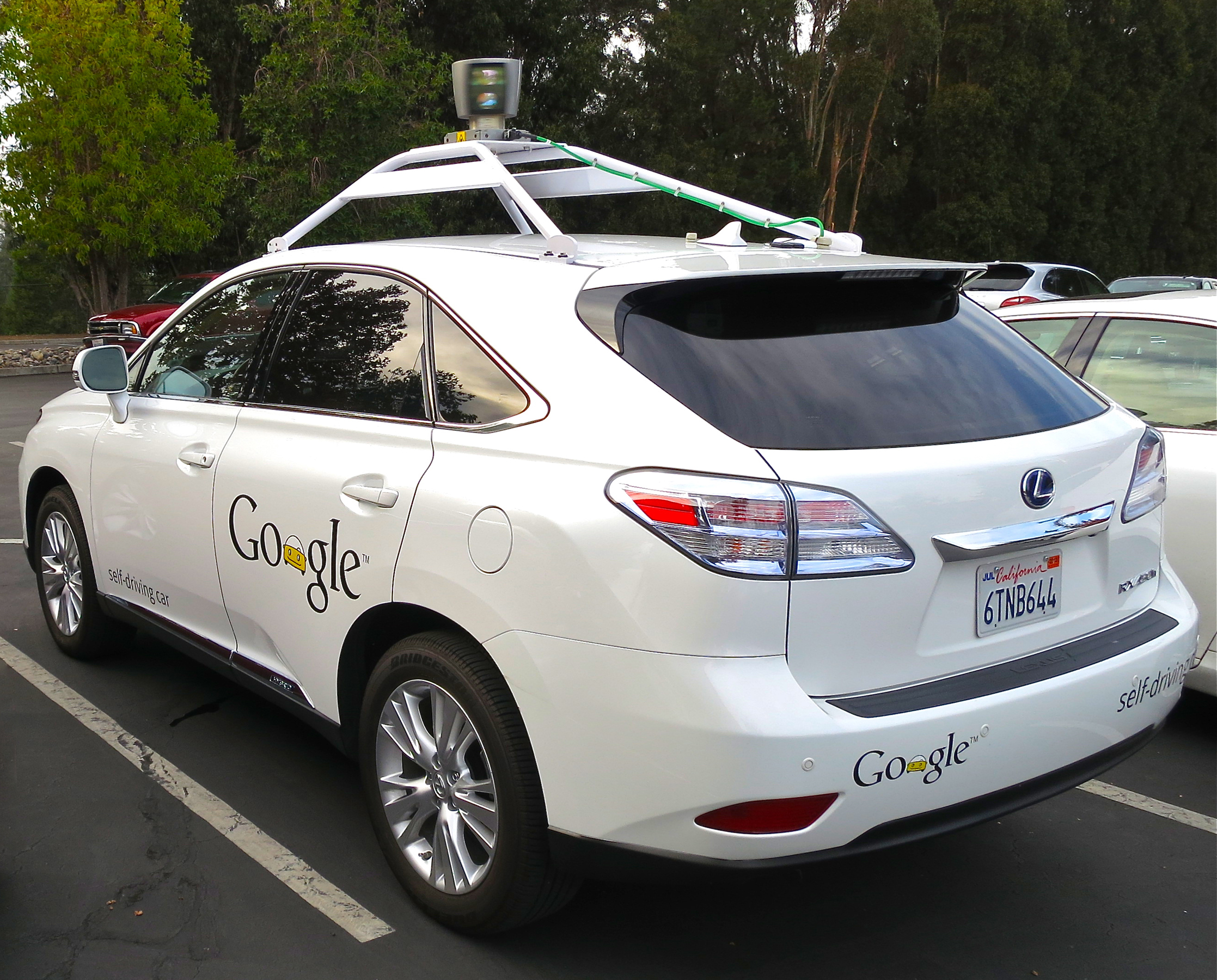
Lexus RX450h, auto testované Googlem

Projektový tým byl vybaven testovací flotilou, která zahrnovala nejméně deset vozidel: šesti Toyota Prius s Audi TT, a tří Lexus RX450h. Auta jezdila vždy s jedním z dvanácti řidičů s bezúhonnými jízdními schopnostmi, v sedadle spolujezdce seděl jeden z inženýrů společnosti Google. Systémové jednotky udržovaly vzdálenost od ostatních vozidel používajíce svůj systém snímačů. Systém umožňuje převzít kontrolu nad vozidlem tím, že řidič šlápne na brzdu nebo otočí volantem. 
Dne 28. března 2012 Google zveřejnil na YouTube video vytvořené Morganem Hillem v Kalifornii, kde se Steve Mahan zúčastnil jízdy samonaváděcím autem Toyota Prius. Ve videu Mahan uvádí: "Devadesát pět procent z mého zraku je pryč, jsem už dávno slepý." Je třeba poznamenat, že trasa auta byla pečlivě naprogramována a vedla z jeho domova do restaurace, pak do čistírny, obchodu a nakonec zpět domů.
V srpnu 2012 tým avizoval, že měl najeto více než 500 000 km bez nehod, měli momentálně deset aut a začínali testovat s jednotlivými řidiči ve třech státech USA, kde byly schváleny příslušné zákony. Byly to Nevada, Florida a Kalifornie.
V červenci 2024 Waymo zahájilo testování 6. generace robotaxi, která využívají elektromobilů čínské automobilky Zeekr.